# Liaka Kusulaka
Liaka Kusulaka (tiếng Hy Lạp: Λιακο Κοζουλο, Liako Kozoulo, trên đồng tiền của ông, tiếng Pali: Liaka Kusulaka hoặc Liako Kusuluko) là một phó vương người Ấn-Scythia của vùng đất Chukhsa nằm ở tây bắc Nam Á trong thế kỷ thứ 1 trước Công nguyên.

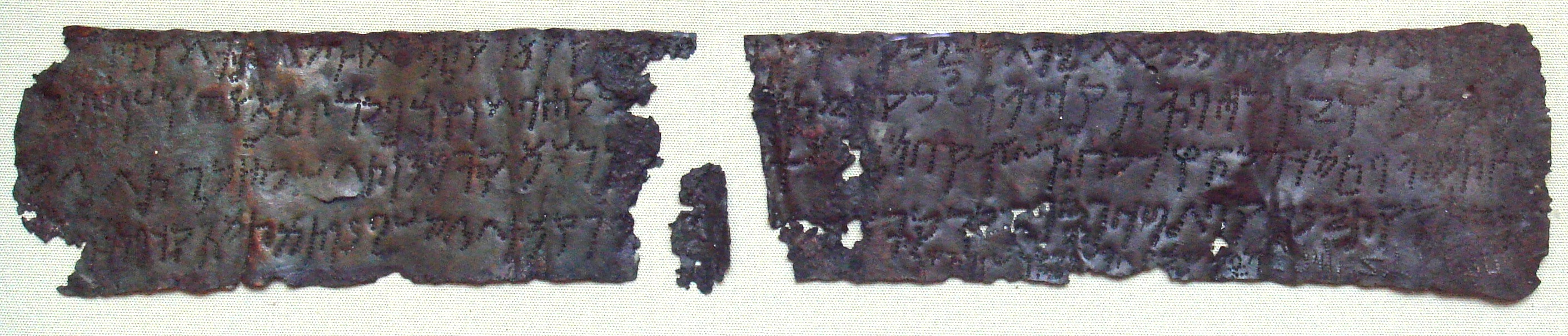
Liaka Kusulaka được đề cập đến trên bảng đồng Taxila (Bảo tàng Anh Quốc).

Ông được đề cập đến trên các chữ khắc của bảng đồng Taxila (Konow 1929: 23-29), với niên đại từ năm 90 tới năm 6 trước Công nguyên, với tư cách là cha đẻ của Patika Kusulaka, và được mô tả là "kshaharata" (cũng là tên của Triều đại Phó vương Miền Tây đầu tiên) và là kshatrapa của Chukhsa.
Ông đã đúc tiền xu mà đã mô phỏng trực tiếp các đồng tiền của Eucratides (đầu của nhà vua và Dioscuri), cùng với tên của ông được ghi là "ΛΙΑΚΟ ΚΟΖΟΥΛΟ".
Tên gọi "Κοζουλο" cũng được sử dụng bởi vị vua đầu tiên của người Quý Sương Kujula Kadphises.  (Tiếng Hy Lạp: Κοζουλου Καδφιζου, Kozoulou Kadphizou hoặc Κοζολα Καδαφες, Kozola Kadaphes), có thể cho thấy một mối quan hệ huyết thống .